# Lambda Ursae Minoris
Désignations
Lambda Ursae Minoris (λ UMi / λ Ursae Minoris) est une étoile géante de la constellation circumpolaire boréale de la Petite Ourse. Elle est à limite de la visibilité à l’œil nu avec une magnitude apparente de +6,38 et elle est distante d'environ ∼ 880 a.l. (∼ 270 pc) de la Terre.
Lambda Ursae Minoris est une géante rouge de type spectral M3+ IIIa. Il s'agit d'une étoile de la branche asymptotique des géantes (AGB), un stade d'évolution stellaire où elle a épuisé l'hydrogène et l'hélium de son cœur et où elle fusionne désormais ces éléments dans des coquilles concentriques en dehors de son cœur. Les étoiles AGB sont souvent instables et pulsent, et ainsi Lambda Ursae Minoris est classée comme une variable semi-régulière dont la luminosité varie avec une amplitude d'environ 0,1 magnitude. Sa variabilité a été découverte par astrométrie du satellite Hipparcos et elle est entrée dans le General Catalogue of Variable Stars en 1999.
Le rayon de Lambda Ursae Minoris fait 64 fois celui du Soleil et sa température de surface est de 3 772 K. Elle est 741 fois plus lumineuse que le Soleil.